# Vanessa Gounden
Vanessa Gounden (sinh năm 1961) là nữ trùm khai thác mỏ đầu tiên của Nam Phi và là một nữ doanh nhân thành đạt, kinh doanh đa lĩnh vực với các dịch vụ chăm sóc sức khỏe, dịch vụ tài chính và lối sống và giải trí. Cô phục vụ trong chính quyền ANC trong những năm 1990. Vanessa Gounden là một nữ doanh nhân truyền cảm hứng và định hướng, người đã tạo dựng tên tuổi của mình trong các ngành công nghiệp khó khăn khét tiếng đa dạng như khai thác mỏ và thời trang.

## Đầu đời
Gounden được sinh ra ở Nam Phi vào tháng 3 năm 1961. Cô là con của người Nam Phi Ấn Độ thế hệ đầu tiên, vì ông bà của cô đã rời Ấn Độ đến châu Phi với tư cách là những người lao động không định cư. Cô lớn lên trong một ngôi nhà nhỏ ở khu vực chủng tộc hỗn hợp gần Durban với ông bà. Cô dành thời thơ ấu của mình để giúp đỡ gia đình, cắt và chuẩn bị hoa hồng để bán cho những người bán hoa trong huyện. Cô sống với sáu người lớn và 14 trẻ em trong một ngôi nhà không có điện.
Khi cô 10 tuổi, tiểu bang biệt lập của Nam Phi đã buộc gia đình cô rời bỏ theo Đạo luật Khu vực Tập đoàn đến một thị trấn ký túc xá với các tiện nghi tối thiểu. Họ cũng bị cắt khỏi nguồn sinh kế trước đây của họ.
Gounden được đào tạo tại trường trung học Shallcross và có bằng Cử nhân danh dự về Nhân sự của Đại học Pretoria.

## Chính trị và sự nghiệp ban đầu
Khi còn là một thiếu niên Gounden gia nhập ANC, với người chồng tương lai của mình, Tiến sĩ Sivi Gounden. Cô kết hợp hoạt động của mình với việc lấy bằng đại học và trở thành giáo viên tiểu học. Chính phủ ANC của Nelson Mandela lên nắm quyền vào năm 1994 sau cuộc bầu cử dân chủ đầu tiên của Nam Phi. Đăng các cuộc bầu cử mà cô phục vụ trong chính quyền Mandela và tích cực tham gia vào phong trào công đoàn, trước khi trở thành giám đốc quản lý thay đổi trong cảnh sát.

### Holgoun Investment Holdings
Năm 2003, cùng với chồng Sivi, cô thành lập HolGoun Investment Holdings, một công ty cổ phần đầu tư Nam Phi. Họ bắt đầu HolGoun với rất ít tiền và xây dựng nó thành một công ty đa ngành cực kỳ thành công.